# Algemene begraafplaats Bosdrift
De Algemene begraafplaats Bosdrift aan de Bosdrift 12, vormt met de aula en erfafscheiding een rijksmonument in Hilversum. De begraafplaats is eigendom van de gemeente Hilversum en is in beheer en exploitatie bij Uitvaartstichting Hilversum.

## Ontwerp
Het ontwerp van de begraafplaats van tuinarchitect Leonard Springer (1855 - 1940), is uit 1889. Het park met gebogen paden in druppelvorm en veel bloeiende heesters is aangelegd in Engelse landschapsstijl met grote loof- en groenblijvende bomen. Het gebied rond het entreegebouw heeft evenwel een formele inrichting.

## Geschiedenis
De begraafplaats had eerst de naam Nieuwe Algemene Begraafplaats aan de Boschdrift, de grond voor deze plek werd door de gemeente Hilversum aangekocht toen de Algemene Begraafplaats Gedenckt te Sterven in 1887 niet meer de ruimte kon bieden voor bijzettingen in een graf.
Het hekwerk en de aula werden ontworpen door gemeentearchitect P. Andriessen. De opening was op 15 oktober 1890, in 1912 volgde een uitbreiding. In 1964 werd door ruimtegebrek geen graven meer gedolven. Vanaf 2005 werd begraven weer mogelijk nadat een aantal grafrechten was verlopen. In 2016 werd de historische topgevel boven de  entree gerenoveerd, hierbij werd de historische topgevel teruggebracht. In 2021 is ook het monumentale pand aan de Bosdrift volledig gerenoveerd.

## Begraafplaats renovatie
De begraafplaats voelt ondanks een gedenkplek voor overledenen te zijn, als romantisch. Veel bomen zijn van de eerste aanleg ruim honderd jaar geleden. In de loop van de tijd heeft echter de tand des tijds plaatsgevonden op de diverse oude grafmonumenten zelf. De begraafplaats zelf wordt gerenoveerd, de renovatie heeft als uitgangspunt om het oorspronkelijk ontwerp en bestaande kwaliteiten te combineren. De grafvelden krijgen een opknapbeurt, inclusief de gangpaden, die deels al voorzien zijn van een nieuwe ondergrond en schoon grind.

## Status
Na een lange periode van verstilling is de begraafplaats weer tot leven gewekt. Sinds 2020 is het weer mogelijk om hier te begraven, in een regulier particulier graf. Ook biedt de Bosdrift plaats aan de enige Natuurbegraafplaats in Hilversum. In het monumentale pand zelf is behalve het kantoor gedeelte, een aula voor afscheidsplechtigheden gerealiseerd en een aparte ruimte als ontmoeting café.

## Bekende personen
Op de begraafplaats liggen onder andere begraven:
- Willem Cornelis Bauer (1862-1904), architect van Walden en kunstenaar
- Benjamin Willem Blijdenstein (1839-1914), bankier, stichter van Pinetum Blijdenstein
- Henri van Booven (1877-1964), schrijver
- Marinus Breebaart (1913-1993), architect
- Cor Bruijn (1883-1978), schrijver
- Jan Costerus (1849-1938), bioloog
- Johan Wilhelm Hanrath (1867-1932), architect
- Jelle Hingst (1875-1927), advocaat[5]
- Anthon van der Horst (1899-1965), componist
- Johannes Koekkoek (1840-1912), kunstschilder
- Aaltje Noordewier-Reddingius (1868-1949), concertzangeres
- Jacob van Rees (1854-1928), hoogleraar
- Johan Elius Christoph Schook (1821-1909), burgemeester van Hilversum
- Cornelis Springer (1817-1891), kunstschilder

## Oorlogsgraven
Op het kerkhof liggen ook enkele oorlogsgraven, van burgers en militairen die overleden zijn tijdens de Tweede Wereldoorlog .

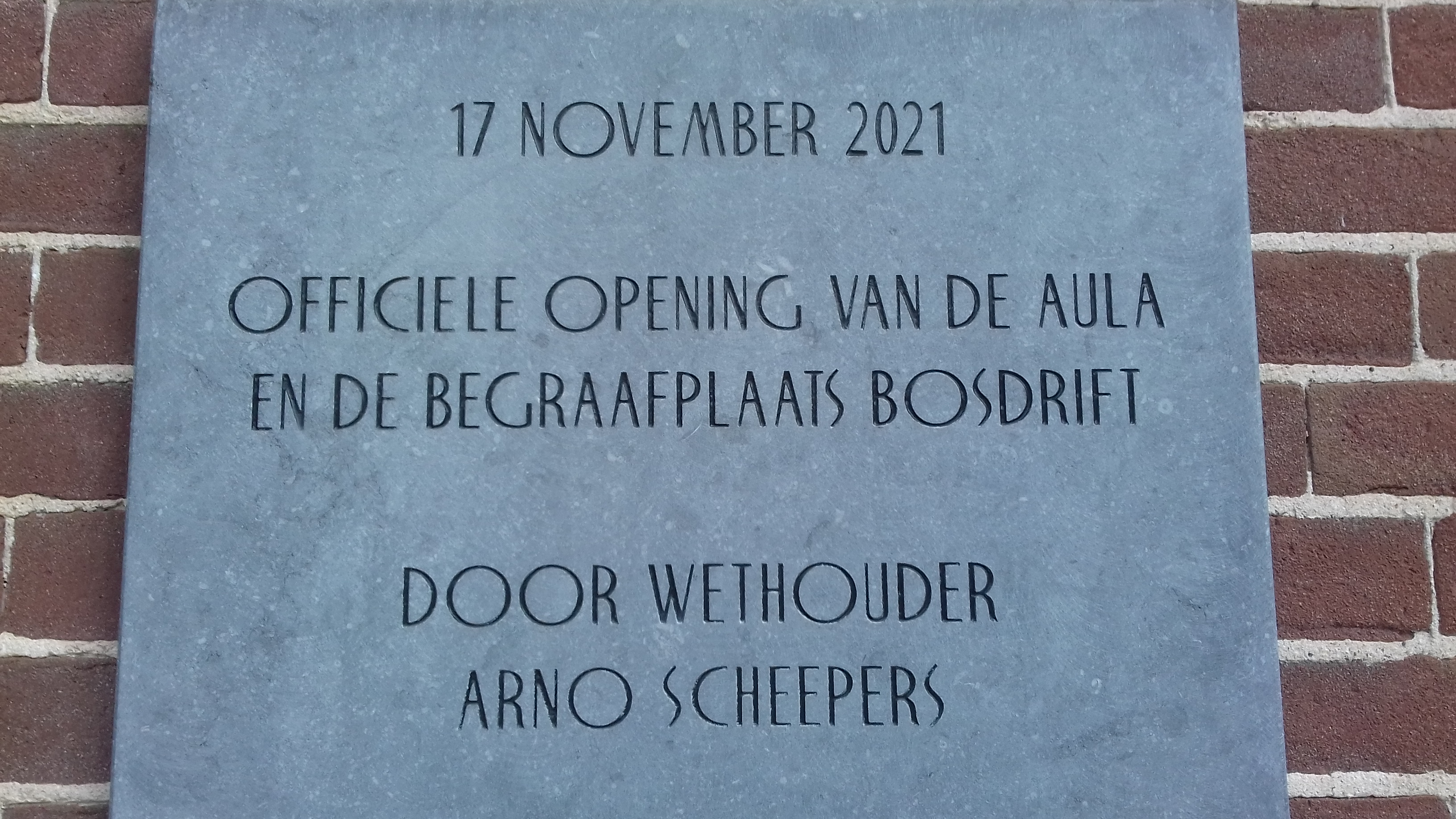
Plakkaat ter heropening
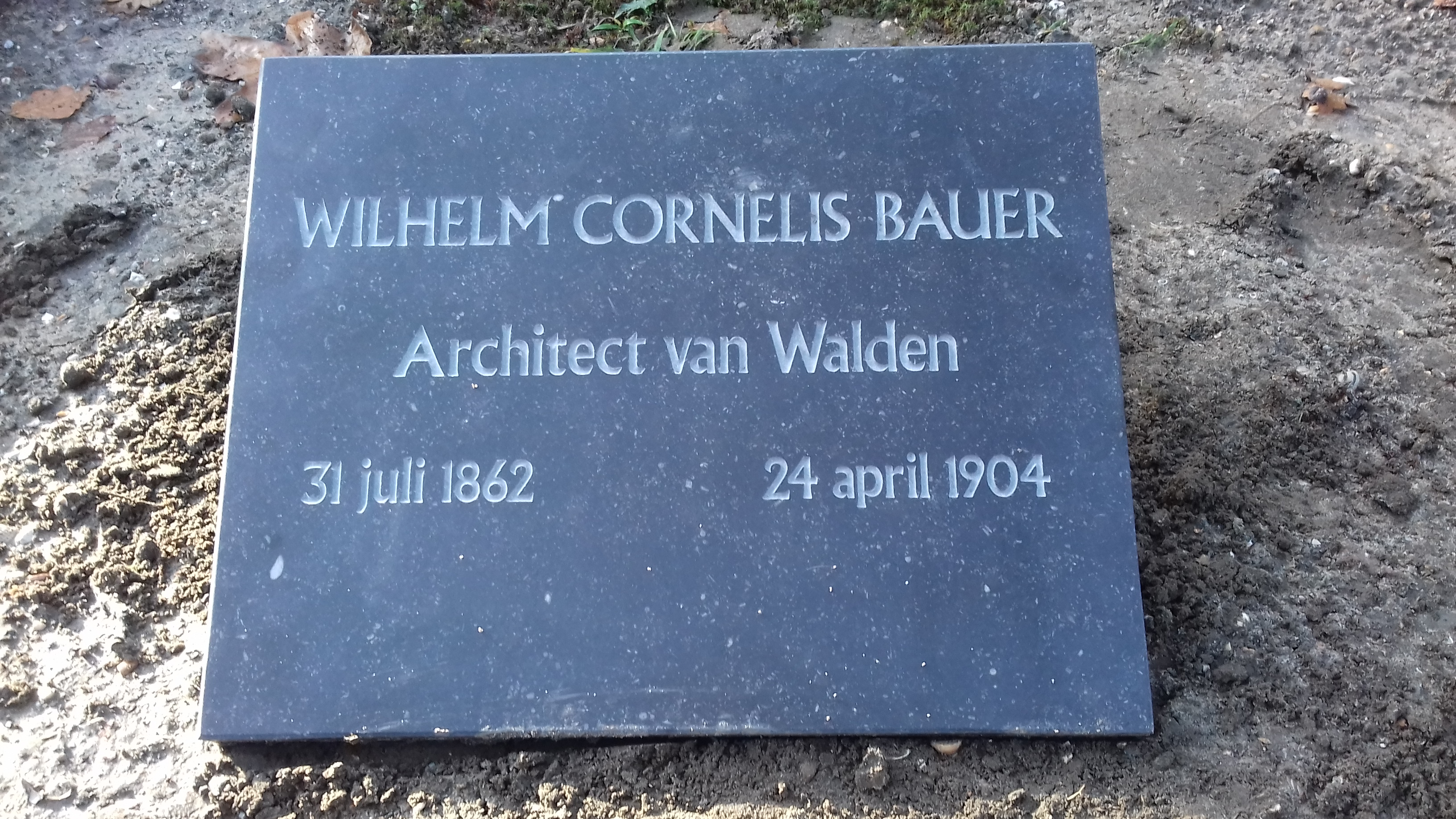
Gedenksteen W. C. Bauer
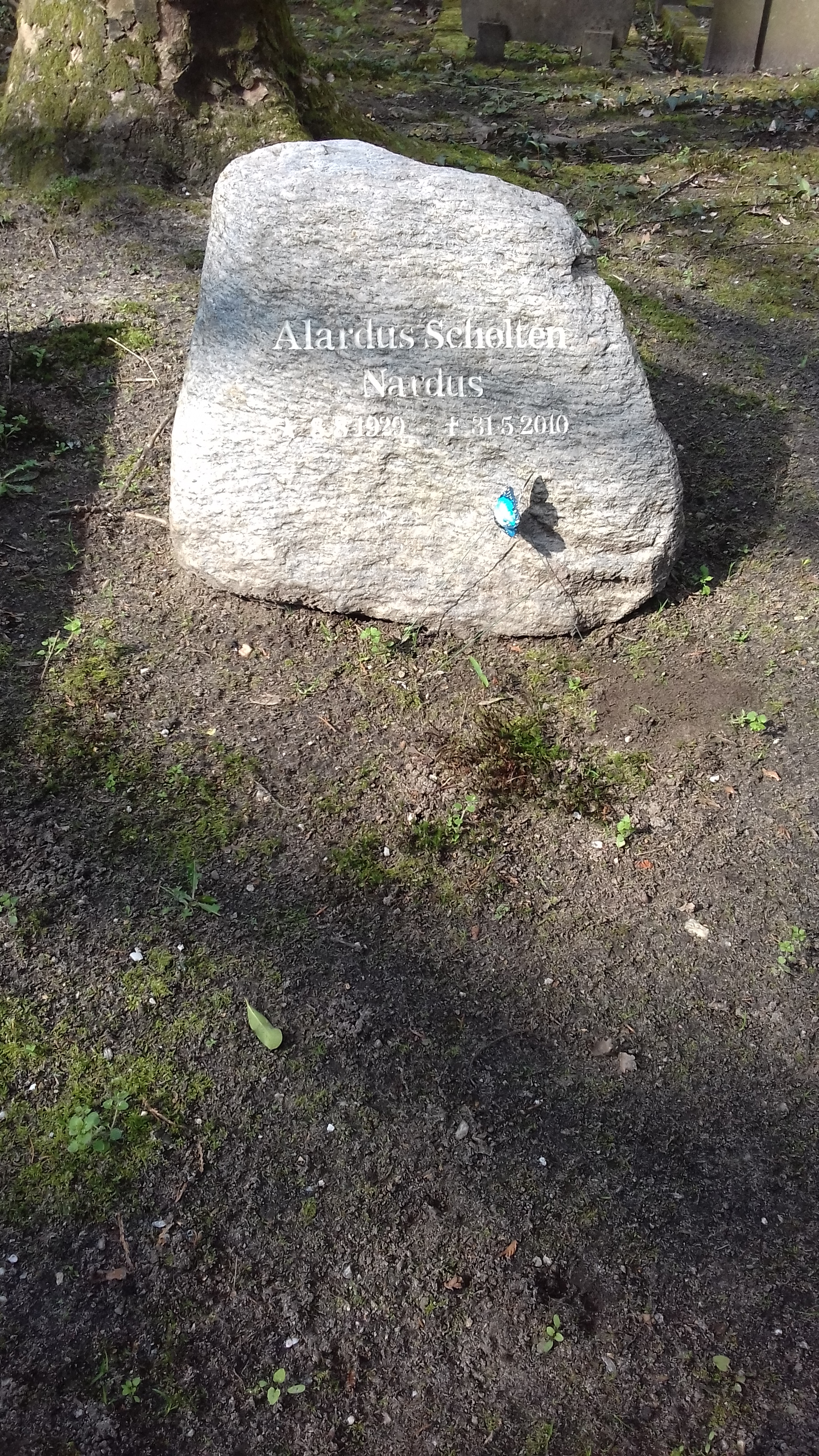
Gedenkkei A. Scholten bijgenaamd Nardus of Nannes

## Trivia
- Op de begraafplaats ligt behalve vele bekende Hilversummers ook de bekende schillenboer, Nardus of Nannes begraven.[6]
- In 2023 won de aula aan de Bosdrift in Hilversum de Hilversumse architectuurprijs[7]